# Asociación de Editores en Lengua Catalana
La Asociación de Editores en Lengua Catalana o Editors.cat (oficialmente y en catalán: Editors.cat-Associació d'Editors en Llengua Catalana) es una asociación profesional que agrupa a las empresas editoriales que publican en lengua catalana.

## Historia
La asociación fue fundada en junio de 1978, tras segregarse del Gremio de Editores de Cataluña. Los objetivos de la asociación son la defensa, promoción y difusión de la edición de libros catalana y, también, la defensa de los intereses comunes de sus asociados. Editors.cat proporciona información y asistencia para la edición en lengua catalana, impulsa campañas de propaganda, promoción y exposiciones, promueve estudios de mercado y representa a sus asociados en congresos, ferias y exposiciones internacionales o promueve la asistencia a los mismos. La asociación tiene sedes en Barcelona y recibe el apoyo institucional de la Generalidad de Cataluña por su importante papel en la normalización lingüística.
Editors.cat ha formado parte del COPEC (Consorci Català de Promoción Exterior de la Cultura) junto a la Generalidad de Cataluña, el Gremio de Editores de Cataluña, el Consejo Catalán de la Música, el Gremio de Galerías de Arte de Cataluña, la Asociación de Galerías de Arte de Barcelona, la Asociación de Productores Audiovisuales de Cataluña, la Asociación para la Difusión del Folclore y Fomento de las Artes y del Diseño, mientras funcionó, entre 1991 y 2006. Actualmente es una de las entidades representativas del sector editorial.
Tras la recuperación de la democracia en España, en 1978, los profesionales del libro se fueron desprendiendo de tutelas institucionales y se agruparon por afinidades. Hoy, Editors.cat convive con el Gremio de Editores de Cataluña, el Gremio de Libreros, el Gremio de Libreros de Viejo, el Gremio de Industrias Gráficas, el Gremio de Distribuidores y el Cuarto del Libro. Hay que destacar la relevancia de las organizaciones profesionales catalanas relativas al libro. Desde su fundación, en 1896, los tres únicos presidentes españoles que ha tenido la Unión Internacional de Editores han sido de origen catalán: Santiago Salvat i Espasa (1962-1965), Manuel Salvat i Dalmau (1980-1984) y Pere Vicens i Rahola (2000-2004).
La presidenta de la Asociación es, desde el 12 de enero de 2016, Montse Ayats, un cargo que hasta ahora ocupaba Albert Pèlach. Junto a Montse Ayats, en la junta directiva le acompañan también como vicepresidentes de la AELLEC Enric Masllorens, Izaskun Arretxe y Joan Sala. En 2016, el número de asociados de la entidad era de 93 empresas, lo que representa el 95 % del sector editorial catalán.
En 2018, con motivo de su 40.º aniversario, la entidad adoptó el nombre de Editors.cat y renovó su logotipo y toda su imagen gráfica.
Ese mismo año recibió la Cruz de Sant Jordi "por su trabajo continuado, a lo largo de 40 años, en favor de las publicaciones en catalán".

### Relación de presidentes
| Años       | Persona                | Editorial                              |
| ---------- | ---------------------- | -------------------------------------- |
| 1978-1981  | Romà Cuyàs             | Edicions 62                            |
| 1982-1985  | Carles Jordi Guardiola | Edicions de la Magrana                 |
| 1986-1989  | Jordi Úbeda            | Publicacions de l'Abadia de Montserrat |
| 1990-1991  | Jaume Pintanel         | Timun Mas                              |
| 1992-1995  | Ramon Bastardes        | Edicions 62                            |
| 1996-1999  | Josep Herrero          | Editorial Cruïlla                      |
| 2000-2005  | Manuel Sanglas         | Grupo Enciclopedia Catalana            |
| 2006-2009  | Lluís Pagès            | Pagès Editors                          |
| 2010-2011  | Ernest Folch           | Ara Llibres                            |
| 2011-2013  | Jordi Ferré            | Cossetània-Imatge 9                    |
| 2014-2015  | Albert Pèlach Pàniker  | Grupo Enciclopedia Catalana            |
| Desde 2016 | Montserrat Ayats       | Eumo Editorial                         |

## Actividades
La Semana del Libro en Catalán es una de las iniciativas más importantes de Editors.cat. Se organiza con la colaboración con varias entidades como Asociación de Publicaciones Periódicas en Català (APPEC) y los gremios profesionales del mundo del libro: el Gremio de Libreros de Cataluña, el Gremio de Editores de Cataluña y el de Gremio de Distribuidores de Publicaciones de Cataluña.
La asociación, que forma parte de la Federación de Gremios de Editores de España, participa también en varios actos culturales de promoción de la edición en catalán, como fue la 33a edición del Salón del Libro de París, durante los días 22 al 25 de marzo de 2013, en colaboración con el Instituto Ramon Llull o en el Proyecto 10x10: intercambios entre los editores y los bibliotecarios, también en 2013, una iniciativa para establecer la comunicación directa entre editoriales y profesionales de bibliotecas, fomentando el intercambio con carácter bidireccional, donde los editores explican a los bibliotecarios su línea o filosofía editorial y los bibliotecarios trasladan a los editores las inquietudes del mundo de las bibliotecas.
Editors.cat, con el apoyo del Gremio de Editores de Cataluña, colaboró organizando varios ciclos y sesiones en diferentes ámbitos territoriales.